# Jean-Philippe Mendy
Jean-Philippe Mendy (n. 4 martie 1987) este un fotbalist francez care evoluează în prezent la NK Maribor. De-a lungul carierei a mai evoluat la Dinamo, Petrolul și la FC Koper.